# That Guy with the Glasses
That Guy with the Glasses was een website gestart door Mike Michaud, in samenwerking met internetkomiek Doug Walker. De website bestond tussen april 2008 en december 2014, en ging in januari 2015 verder onder de naam Channel Awesome. Op deze site werden films, animaties en games op een satirische manier beoordeeld en vaak belachelijk gemaakt. In eerste instantie werden de filmpjes op YouTube geplaatst. Na klachten over schendingen van auteursrecht was YouTube gedwongen om de filmpjes te verwijderen, waarna Michaud en Walker in 2008 hun eigen website hebben opgezet. Walker speelt zelf de belangrijkste en populairste typetjes. 

## Nostalgia Critic
De 'Nostalgia Critic' is waarschijnlijk het populairste typetje van Walker. Het personage is een mopperende en geërgerde filmfanaat die (meestal slechte) films en series uit de jaren tachtig en negentig beoordeelt.  Het zijn films waar Walker als kind naar keek en waar hij nu als ouder en wijzer iemand op terugkijkt. Vanaf 2013 recenseert hij ook films die buiten deze decennia zijn gemaakt. Vandaar de term Nostalgia Critic. Verder maakt de Nostalgia Critic top 11-lijsten, en doet hij vergelijkingen tussen oude films en hun remakes. 
Een bijzonder opvallend kenmerk van de Nostalgia Critic is dat hij meestal zijn zelfbeheersing verliest uit frustratie jegens de lage kwaliteit van de films en series die hij moet beoordelen. Zo verliest hij zijn zelfbeheersing als hij ziet dat Batman in de film Batman & Robin betaalt met een Bat-creditcard, en vergelijkt hij de druivenscène van Good Burger met het 11e niveau van de Hel. De Critic is extra bekend geworden door zijn (fictieve) rivaliteit met de populaire Angry Video Game Nerd.
Doug Walker maakt de afleveringen altijd in samenwerking met zijn broer Rob Walker. Met name de grappen worden bedacht en uitgewerkt door samenwerking van de broers.
In augustus 2012 gaf Walker aan te stoppen met de show. De bedoeling was dat zijn review van de film scooby doo de laatste zou zijn met hem als Nostalgia Critic. Hij werkte aan een nieuwe show genaamd Demo Reel, in samenwerking met acteurs Malcolm Ray, Rachel Tietz en zijn broer Rob. De show bleek weinig succesvol bij zijn fans. De filmpjes hadden een gemiddelde van 3.5/5 sterren wat voor de maatstaven van Channel Awesome - waar in deze periode de filmpjes beoordeeld konden worden met een score van 0 tot en met 5 sterren - een lage score was. Op 22 januari 2013 maakte hij het filmpje 'The Review Must Go On' waarin hij vertelt weer verder te gaan als Nostalgia Critic. 
Het concept van The Nostalgia Critic blijft in grote lijnen hetzelfde. The Nostalgia Critic reviewt vanaf dit punt echter ook films die buiten de jaren 80 en 90 zijn gemaakt. Ook maakt hij doorgaans langere tussensketches. Walker huurt de acteurs Malcolm Ray en Rachel Tietz in, die elke aflevering rollen spelen in de tussensketches. Verder maakt Walker gebruik van de ruimte in de studio die hij huurt sinds het begin van de Demo Reel-periode, evenals een grote hoeveelheid verkleedkleren die daar opgeslagen staan. Walker en de acteurs verkleden zich voor de tussensketches zowel als personages die in de te reviewen film, echt bestaande personen (zoals de regisseur van de film) en zelfbedachte figuren. Sommige personages keren terug in meerdere afleveringen. 
Walker maakt ook video's (eerst om de week, daarna zonder vast schema), waar hij zijn persoonlijke mening geeft over trends, films en popcultuur. In deze filmpjes speelt hij meestal niet zijn typetje, maar zichzelf. In september 2014 stopte Rachel Tietz met haar vaste rol in de show. Actrice Tamara Chambers, die al eerder bijrollen speelde in een paar afleveringen, nam de rol van Tietz over.

## Ask That Guy with the Glasses
Hierin worden absurdistische vragen gesteld aan That Guy with the Glasses, een typetje van Doug Walker, die deze vragen even absurdistisch beantwoordt.

## Bum Reviews
Chester A. Bum, een typetje van Doug Walker is een hyperactieve zwerver die nieuwe films beoordeelt die pas zijn uitgebracht (zoals Twilight en The Dark Knight). Hij begint zijn recensies altijd met: 'Oh my God, this is the greatest movie I've ever seen in my life!' ('Oh mijn God, dit is de beste film die ik ooit in mijn leven gezien heb!') en eindigt met het vragen naar kleingeld in een bekertje. Aan het eind van het filmpje is Walkers serieuze mening over de film te lezen. In de laatste afleveringen wordt zijn mening in een aparte video weergegeven, onder die van Chester A. Bum.

## 5 Second Movies
De internethype waarbij films  in enkele seconden op een komische manier worden samengevat, is gestart door Walker en wordt voortgezet op TGWTG.

## Theme Lyrics
Hierin wordt een titelsong van een serie of film voorzien van (satirische) tekst, die meestal terugslaat op het imago van de show. In de aflevering over de serie 'Doug', die Walker (zoals hij zelf zegt) 'verminkt heeft voor het leven', flipt hij op de schrijvers, die hij 'Hitlers' noemt.

## Video Game Confessions
Hierin speelt Walker Dominic, de barman van een luxe hotel genaamd The Pixel Palace, waar veel personages uit videogames op bezoek komen. Hij vertelt hier over de problemen van sommige personages die hij overhoort. Hij maakt tijdens elke aflevering een 'poster' waarop een tiental illustraties te zien zijn over het onderwerp.

## Voormalig recensenten op de website
N.B. Deze lijst is incompleet. Geen van deze recensenten is nog actief op Channel Awesome. 
- Angry Joe: Hyperactief en zwaar gemuteerde Texaanse recensent van nieuwe films en games.
- Benzaie: Franse recensent van retrogames en Japanse games gericht op seks zoals visual novels onder de rubriek 'Game Fap'.
- Brad Jones, ook bekend als The Cinema Snob: Recensent van exploitatiefilms.
- CR: Bespreekt onbekende personages uit televisieseries.
- The Distressed Watcher: Recensent van trailers en muziekclips op de manier van Mystery Science Theater 3000. Ook bekend als The Amazing Atheist.
- Film Brain: Engelse recensent van slechte films, zowel oud als nieuw.
- JewWario: Beoordeelt games die vanuit Japan naar de Verenigde Staten geïmporteerd zijn. Op 23 januari 2014 pleegde hij zelfmoord.
- Lee Davidge: Beoordeelt games door middel van foto's in plaats van films.
- Linkara: Recensent van slechte stripboeken. Linkara, gespeeld door Lewis Jeffrey Lovhaug, heeft net zoals de Walker broers van het reviewen zijn vaste baan weten te maken.
- Little Miss Gamer: Retrogame-experte.
- LordKat: Beoordeelt de lastigste games.
- MarzGurl: Recensente van anime. Werd tweede bij verkiezing voor de vacature van Nostalgia Chick.
- MikeJ.: Brits stereotype, gespecialiseerd in slechte sequels van goede films.
- The Nostalgia Chick: Beoordeelt films en series gericht op meisjes en vrouwen. Oorspronkelijk bedoeld als de vrouwelijke variant van the Nostalgia Critic.
- Oancitizen: Beoordeelt Arthouse films
- Obscurus Lupa: Recensente van de slechtste films ooit gemaakt.
- Paw: Muziek-guru.
- Phelous: Canadese Horror-expert.
- Press Start Adventures: Actieserie.
- Rap Critic: Beoordeelt rapmuziek en videoclips
- TheSpoonyOne: Beoordeelt slechte games en films, maar doet ook vaak sketches.
- Team Four Star: Groep van amateur-stemacteurs die DragonBall Z fandubben.
- That Dude in the Suede: Gespecialiseerd in animaties en anime.
- Todd In The Shadows : Beoordeelt slechte popsongs en bijhorende clips.
- Y Ruler of Time: Recensent van Manga-strips.